# 真夜中のBoon Boon
「真夜中のBoon Boon」（まよなかのブーン・ブーン）は、山崎まさよし通算23枚目のシングル。2008年3月12日発売。制作はNAYUTAWAVE RECORDS、発売・販売元はユニバーサルミュージック。

## 解説
フジテレビ系列火曜22時ドラマ『あしたの、喜多善男〜世界一不運な男の、奇跡の11日間〜』（2008年1月〜3月放送）主題歌を収録した、前作より1年ぶりのシングル。ただし、前作は既発表シングル盤のカップリング曲・CDジャケットを一新したリニューアル再リリース作品であるため、完全なるオリジナル・シングル曲は、2006年5月発表の「アンジェラ」（2006年5月17日）からおよそ2年ぶりとなる。2007年12月23日（山崎まさよしの誕生日）、渋谷C.C.Lemonホールで行われたライヴ・ツアー最終公演「YAMAZAKI MASAYOSHI COVER HALL TOUR 2007」では、アンコールで一足早く披露された。
初回限定盤に付属のDVDには、上記ライヴ「COVER HALL TOUR 2007」の12月4日公演からのLIVE映像が数曲抜粋して収録されている。なお、この12月4日は追加公演であった。ほか、先着購入者には、店頭で特典ポスターがプレゼントされた。
カップリング曲「幸せのBefore & After」は書き下ろしの新曲で、生みの苦しみをファンクラブ会報内で綴ったことがあった（会報第133号）。ほか、同じく上記ツアー最終日を録音したライヴ･テイクが収録される。音源化されるのは、過去に発表した3枚のライヴ・アルバムに一度も収録されたことがない、「週末には食事をしよう」と「アドレナリン」。
バッティングセンターが登場するタイトル曲のミュージック・ビデオでは、ドラマ『あしたの、喜多善男』に主演している小日向文世が出演している。また逆に、同年2月26日放送分のドラマでは、山崎がワンシーンのみ特別出演した。ドラマ出演は1999年のNHKドラマ『ただいま』以来となる（ドラマ主題歌担当も、同ドラマ主題歌の「やわらかい月」以来）。
初回盤と通常盤のジャケット写真は異なるが、どちらも同じくバッティングセンターを背景としたもの。初回盤ではカメラ目線のスーツ姿であるが、通常盤は横向きの私服姿となっている。

## 収録曲

### CD
1. 真夜中のBoon Boon（4:07）
  - 作詞・作曲・編曲: 山崎将義
2. 幸せのBefore & After（2:48）
  - 作詞・作曲・編曲: 山崎将義
3. 週末には食事をしよう（Recorded Live on 23 December 2007）（5:39）
  - 作詞・作曲:  山崎将義
4. アドレナリン（Recorded Live on 23 December 2007）（4:30）
  - 作詞・作曲: 山崎将義
5. 真夜中のBoon Boon（Instrumental）

### DVD
- 「YAMAZAKI MASAYOSHI COVER HALL TOUR 2007」 Digest

1. True Colors
2. コイン
3. 苦悩のマタニティー
4. いかれたBaby
ほか、スペシャル映像

## 関連作品
- 真夜中のBoon Boon

IN MY HOUSE
- 幸せのBefore & After

アルバム未収録
- 週末には食事をしよう -Recorded Live on 23 December 2007-

アルバム未収録
- 週末には食事をしよう -Original Version-

アレルギーの特効薬　
- 週末には食事をしよう -Single Version-

中華料理
OUT OF THE BLUE
- アドレナリン -Recorded Live on 23 December 2007-

アルバム未収録
- アドレナリン

HOME
BLUE PERIOD